# サンタ・クルス・デ・ラ・シエラ
サンタ・クルス・デ・ラ・シエラ (Santa Cruz de la Sierra) は、ボリビア東部・サンタクルス県の中心都市。一般には単にサンタ・クルス(Santa Cruz) と呼称・表記されることが多い。首都ラパスと並び、ボリビア最大級の都市圏を形成している。

## 概要
アマゾン盆地南部の熱帯地方に位置し、海抜400m程度の高原にあり、年中温暖で年間の平均気温は28℃程度ある。ただし、スラソと呼ばれる南風が吹いて気温が急に低くなり、半袖シャツではつらくなることがしばしばある。
アンデス山脈中の高地に位置するボリビア第1の都市ラパスとは気候・習俗ともに大きく異なる。サンタ・クルス市民（クルセーニョと呼ばれる）は人々は陽気で開放的な性格であるといわれ、またラ・パス市民に対抗意識を持っているようである。日本人から見ると、東京と大阪の関係に似ていると感じられる。サンタ・クルス地方の人たちは自分たちを誇りを持ってカンバと呼び、ラ・パス近郊のアルティプラーノの人たちを蔑みの意味を持ってコリャと呼ぶ。

## 地理

### 気候
- ケッペンの気候区分ではサバナ気候（Aw）に属する。

### 人口
近年人口が急激に増加しており、面積が狭く既に人口が飽和状態にあるラパスよりもはるかに多い人口を持つ都市に発展してきている。
ただし、ラパス市は隣接する第二の市域人口を抱えるエル・アルト市と事実上一体化して発展しており、ラ・パス市とエル・アルト市を合わせた「首都圏人口」はサンタ・クルス市の人口を上回るため、サンタ・クルスは一般的には”ボリビア第2の都市”と言われる。また街が環状に広がる形状から指輪の都市 (La ciudad de anillo) などと呼ばれることもある。

## 歴史
この地に最初に足を踏み入れたヨーロッパ人は、近年作成された行政区域であるアルゼンチン、ウルグアイ、パラグアイ、チリ、ボリビアの領土を含むヌエバ・アンダルシーアから来たスペイン人コンキスタドールであった。
総司令官ドミンゴ・マルティネス・デ・イラーラ (Domingo Martinez de Irala) が、1549年にこの地域を探検した最初のスペイン人であるが、アルフレード・ヌニェス・デ・バカ (Alfredo Nuñez Cabeza de Vaca) と共に1541年にアスンシオンに到着したニュフロ・デ・チャベス (Ñuflo de Chaves) が、1558年にこの地域への植民を目的とした探検隊を率いてやってきた。アスンシオンから探検隊が来ているのを知り、チャベスは素早くリマに移り、副王の説得に成功して新しい州を創設し、1560年2月15日に統治者としての称号を授けられた。リマからの帰路、1561年2月26日、チャベスはサンタ・クルス・デ・ラ・シエラを、現在の場所より220キロ東の場所に、新しい州のモクソス州およびチャベス州の首都として機能させるために創設した。居住区はチャベスが、アメリカへの探検に来る前に育ったエストレマドゥーラの故郷にちなんで名づけられた。
街の創設後ほどなくして、土着の種族からの攻撃が常態化し、1568年チャベスは 原住民のItatine族に殺害された。チャベスの死後、地内の権力闘争や原住民との衝突により、ペルー当局は新しい統治者のロレンソ・スアレス・デ・フィゲローア (Lorenzo Suarez de Figueroa) に街を西に移転させるように命じた。しかし、多くの居住者は残ることを選択し、元の場所で生活し続けた。1590年9月13日、街は公式にグアパイ・エンペーロ (Guapay Empero) 川の堆積地に移動し、サン・ロレンソ・デ・ラ・フロンテーラに改名された。にもかかわらず、新しい場所が、より生活する場所として厳しい条件であると判明し、1595年5月21日に居住者たちは再び移動を余儀なくされた。この移動が最終的な移動であったにもかかわらず、サン・ロレンソの地名は、サンタ・クルス・デ・ラ・シエラに残った住民が植民地政府によりサン・ロレンソに移動するように説得されて移ってきた1600年代初頭まで使われ続けた。その移動の後、1622年に街は最終的に統合され、60年以上前にヌフロ・デ・チャベスによって与えられ、最初に使用されていたサンタ・クルス・デ・ラ・シエラの名前が採用された。元の居住地の遺構は、サン・ホセ・デ・チキートスの南部の考古学的な場所であるサンタ・クルス・ラ・ビエハ (Santa Cruz la Vieja) （「Old Santa Cruz」の意味）となり、訪れることができる。

## 交通

### 空路

#### 空港
サンタ・クルスの空港は「ビルビル国際空港（略称VVI）」。ラパスなどの国内主要都市を結ぶ路線の他、ブラジル・パラグアイ・ウルグアイなどの周辺国主要都市や米国のマイアミと結ぶ路線がある。

## 対外関係

### 姉妹都市・提携都市
- ロサリオ、アルゼンチン
- コルドバ、アルゼンチン
- パラナ、アルゼンチン
- ラプラタ、アルゼンチン
- サルタ、アルゼンチン
- エジンバラ、イギリス
- カンピナス、ブラジル
- クリチバ、ブラジル
- バルセロナ、スペイン
- サンタ・クルス・デ・テネリフェ、スペイン
- マイアミ、アメリカ
- 台中、台湾
- 台南、台湾
- アスンシオン、パラグアイ
- アレキパ、ペルー
- アリカ、チリ